# Заовражжя (Волховський район)
Заовражжя (рос. Заовражье) — присілок у Волховському районі Ленінградської області Російської Федерації.
Населення становить 6 осіб. Належить до муніципального утворення Бережковське сільське поселення.

## Історія
Згідно із законом № 56-оз від 6 вересня 2004 року належить до муніципального утворення Бережковське сільське поселення.

## Населення
| 1838 | 1862 | 1997 | 2007 | 2010 | 2017 |
| ---- | ---- | ---- | ---- | ---- | ---- |
| 24   | ↗26  | ↘3   | ↘2   | ↘0   | ↗6   |